# ザ・リンク
ザ・リンク（The Linq Hotel & Casino）は、アメリカ合衆国ネバダ州ラスベガスにあるカジノホテルである。
かつてはインペリアル・パレス（Imperial Palace Hotel and Casino）という東洋をテーマとしたカジノホテルであった。

## 沿革
- 1959年　「フラミンゴカプリ」として開業
- 1979年　アジア風のテーマに改装され、「インペリアル・パレス」と改名する。
- 2005年　ハラーズエンターテインメント社に売却される。
- 2012年　「ザ・クアッド」(The Quad Resort and Casino)としてリニューアル。
- 2014年　「ザ・リンク」(The Linq Hotel & Casino)としてリニューアル。

## アトラクション

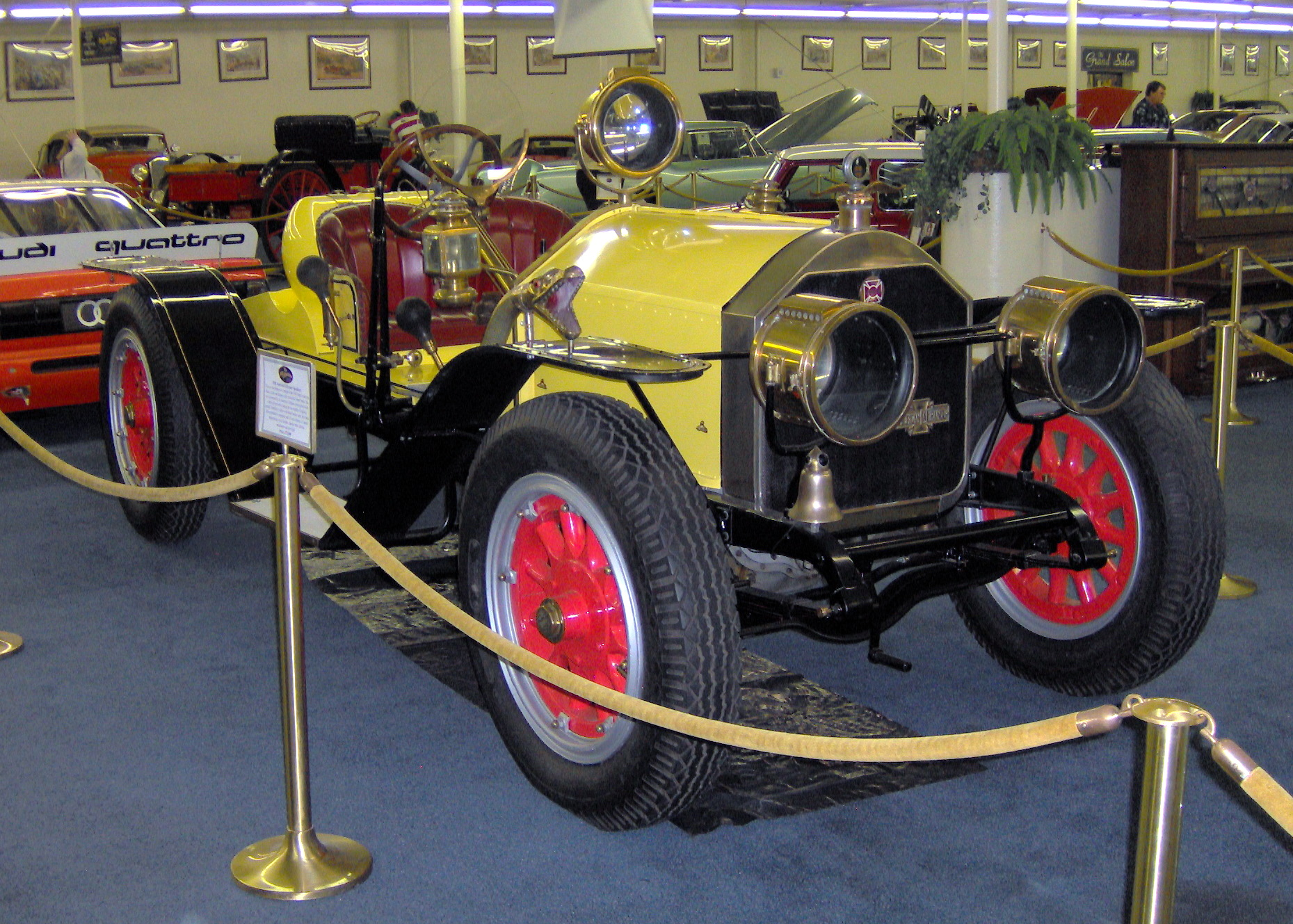
American LaFrance Speedster

- The Auto Collections 250台以上のクラシックカーが展示販売されている。その価値は総額で1億ドルを超えるとも言われている。
- Legends in Concert 古今の有名人のそっくりさんを集めたモノマネショー
- ハイ・ローラー 本ホテル最大の目玉として建造された世界最大の観覧車。

## 場所

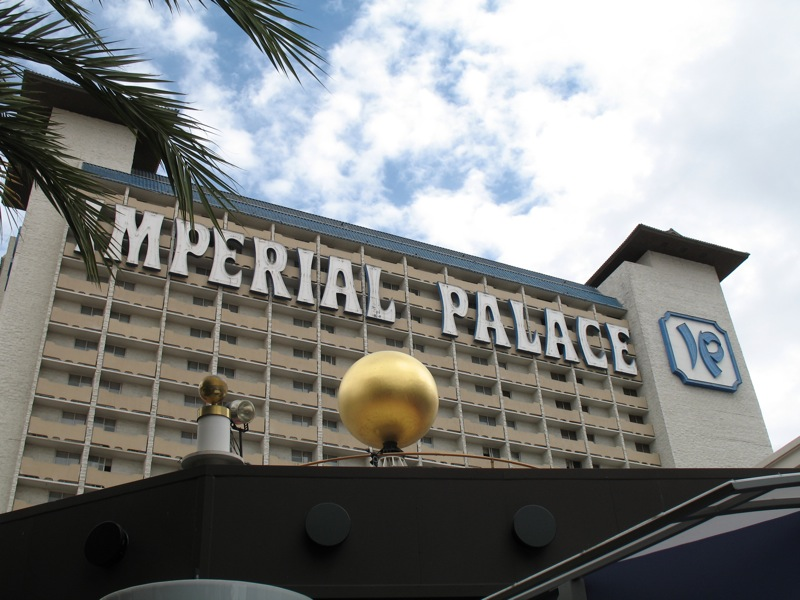
「インペリアル・パレス」時代の外観

- 3535 Las Vegas Blvd. South, Las Vegas, Nevada 89109, U.S.A.

フォーコーナーより少し北、ラスベガス大通り（ストリップ）東側に位置する。周囲にはミラージュやハラーズがある。ホテルの裏手にはモノレールの駅がある。